# Sant Baudili (Isèra)
Saint-Baudille-et-Pipet és un municipi francès situat al departament de la Isèra i a la regió d'Alvèrnia-Roine-Alps. L'any 2007 tenia 250 habitants.

## Demografia

### Població
El 2007 la població de fet de Saint-Baudille-et-Pipet era de 250 persones. Hi havia 112 famílies de les quals 34 eren unipersonals (19 homes vivint sols i 15 dones vivint soles), 39 parelles sense fills i 39 parelles amb fills.
La població ha evolucionat segons el següent gràfic:
Habitants censats

### Habitatges
El 2007 hi havia 205 habitatges, 115 eren l'habitatge principal de la família, 83 eren segones residències i 8 estaven desocupats. 199 eren cases i 4 eren apartaments. Dels 115 habitatges principals, 99 estaven ocupats pels seus propietaris, 12 estaven llogats i ocupats pels llogaters i 5 estaven cedits a títol gratuït; 1 tenia una cambra, 3 en tenien dues, 13 en tenien tres, 28 en tenien quatre i 71 en tenien cinc o més. 103 habitatges disposaven pel capbaix d'una plaça de pàrquing. A 49 habitatges hi havia un automòbil i a 59 n'hi havia dos o més.

### Piràmide de població
La piràmide de població per edats i sexe el 2009 era:
| Homes | Edats   | Dones |
| ----- | ------- | ----- |
| 0     | 95 o +  | 0     |
| 4     | 90 a 94 | 0     |
| 8     | 85 a 89 | 4     |
| 0     | 80 a 84 | 4     |
| 4     | 75 a 79 | 4     |
| 12    | 70 a 74 | 4     |
| 4     | 65 a 69 | 0     |
| 8     | 60 a 64 | 4     |
| 8     | 55 a 59 | 16    |
| 4     | 50 a 54 | 12    |
| 16    | 45 a 49 | 4     |
| 12    | 40 a 44 | 8     |
| 8     | 35 a 39 | 12    |
| 4     | 30 a 34 | 8     |
| 0     | 25 a 29 | 0     |
| 0     | 20 a 24 | 4     |
| 4     | 15 a 19 | 8     |
| 16    | 10 a 14 | 8     |
| 4     | 5 a 9   | 8     |
| 4     | 0 a 4   | 4     |

## Economia
El 2007 la població en edat de treballar era de 155 persones, 100 eren actives i 55 eren inactives. Les 100 persones actives estaven ocupades(59 homes i 41 dones).. De les 55 persones inactives 34 estaven jubilades, 5 estaven estudiant i 16 estaven classificades com a «altres inactius».

### Ingressos
El 2009 a Saint-Baudille-et-Pipet hi havia 119 unitats fiscals que integraven 267 persones, la mediana anual d'ingressos fiscals per persona era de 18.575 €.

### Activitats econòmiques
Dels 14 establiments que hi havia el 2007, 1 era d'una empresa de fabricació d'altres productes industrials, 5 d'empreses de construcció, 3 d'empreses de comerç i reparació d'automòbils, 1 d'una empresa financera, 1 d'una empresa immobiliària, 2 d'empreses de serveis i 1 d'una entitat de l'administració pública.
Dels 8 establiments de servei als particulars que hi havia el 2009, 2 eren tallers de reparació d'automòbils i de material agrícola, 3 fusteries, 1 lampisteria, 1 electricista i 1 agència immobiliària.
L'any 2000 a Saint-Baudille-et-Pipet hi havia 23 explotacions agrícoles que ocupaven un total de 804 hectàrees.

## Poblacions més properes
El següent diagrama mostra les poblacions més properes.